# Лаллеман, Жак Филипп
Жак Фили́пп Лаллема́н (фр. Jacques-Philippe Lallemant; 1660—1748) — французский иезуит, о жизни которого, за исключением его произведений, известно немногое.
Большая часть его сочинений была направлена против янсенистов:
- «Le Père Quesnel séditieux dans ses Réflexions sur le Nouveau Testament» (Брюссель, 1704);
- «Jansénius condamné par l’Eglise par lui-même, par ses défenseurs et par St-Augustin» (Брюссель, 1705);
- «Le Véritable Esprit des nouveaux disciples de saint Augustin» (П., 1706);
- «Les Hexaples ou les six colonnes sur la Constitution Unigenitus» (Амстердам, 1714);
- «Réflexions morales»;
- «Concordances des Evangélistes» (1713).